# Distretto di Vác
Il distretto di Vác (in ungherese Váci járás) è un distretto dell'Ungheria, situato nella provincia di Pest.